# Lilla Torgsbron

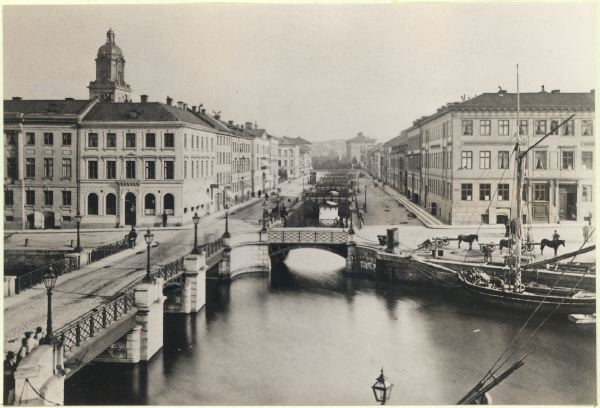
Västra Hamngatan sedd från Norra Hamngatan på 1880-talet. Första bron är Lilla Torgsbron. Till vänster Kämpebron. Bildsamlingen vid Göteborgs stadsmuseum.

Lilla Torgsbron var en bro från Lilla Torget över Västra Hamnkanalen till Södra Stora Hamngatan i Göteborg. Bron fick sitt namn 1883, och raserades i samband med att Västra Hamnkanalen fylldes igen år 1904.
Den första bron, byggd på 1630-talet, var av ek. Den ersattes av en stenbro, den första i Göteborg, år 1696 och slutligen byggdes en järnbro år 1862.